# Participación política de las mujeres en México
La participación política de las mujeres en México inicia el 3 de julio de 1955, ejerciendo por primera vez el derecho al votocon sus derechos político-electorales consagrados en la Constitución Política de los Estados Unidos Mexicanos.
El avance de las mujeres ha sido progresivo, al intentar modificar esa situación, se ha buscado eliminar barreras para contender en igualdad de circunstancias que los hombres.
Hay grandes mujeres promotoras de este cambio, Elvia Carrillo Puerto formo parte del Segundo Congreso Feminista, luchando por los derechos políticos antes, durante y después de la revolución mexicana. 
Este movimiento social buscaba el derecho de las mujeres a votar y ser electas, además, la modificación de la "legislación civil para otorgar a las mujeres más libertad para que pudieran llevar a cabo sus aspiraciones", el derecho de la mujer a tener una profesión u oficio para ganarse la vida, educar a la mujer intelectualmente, que se fomentará el ejercicio de nuevas profesiones y el fomento de la literatura y escritura. 

## Evolución de la participación política de las mujeres
Las mujeres estuvieron presentes en momentos de la historia y ayudaron en la creación de la nación mexicana. Ejemplos de estos son la Independencia de México, Invasión Norteamericana, la Guerra de Reforma, la intervención Francesa y la Revolución Mexicana.  
Después de la Revolución Mexicana se necesitó una nueva construcción de la constitución, dando como resultado las demandas campesinas, obreras y sociales. La participación de las mujeres por el derecho al voto estuvo presente en el Congreso Constituyente, donde Hermila Galindo con solo 20 años subió a la tribuna para proponer que se les otorgara el derecho a votar a las mujeres a fin de tener derecho de participar en las elecciones para diputados, siendo un gran acontecimiento sucedido el 12 de diciembre de 1916.
Se impulsó la creación del Primer Congreso Feminista, en Yucatán empezaron en 1915, con la formación de un comité organizador integrado por siete mujeres. Pero hasta el gobierno de Felipe Carrillo Puerto se dieron importantes avances por la lucha de los derechos de las mujeres, entre ellos el derecho a la educación, el trabajo, al divorcio, su desarrollo intelectual y el control natal.
Durante 1923 se destacan Rosa Torres González siendo la primera mujer que ocupó un cargo de elección popular siendo electa presidenta municipal de Mérida y Elvia Carrillo Puerto que junto con otras dos mujeres, se presentaron como candidatas a diputadas y obtuvieron el triunfo, solo estuvieron un año en el cargo, pues Carrillo Puerto fue asesinado y las reformas a favor de las mujeres se echaron para atrás, entre ellas el derecho a votar y ser votada. 
Por el Decreto 103 emitido en 1923 por el gobernador Rafael Nieto de San Luis Potosí, las mujeres pudieron participar en las elecciones municipales de 1924 y estatales de 1925. En 1925 se sumaron Tomás Garrido Canabal en Tabasco y César Córdova, en Chiapas, a pesar de tratarse de regiones muy distintas entre sí, los tres gobernadores compartían algunos elementos comunes en su retórica y tenían el apoyo de partidos locales de orientación política socialista y radical, poseían una postura anticlerical.
En 1947, durante el gobierno del presidente Miguel Alemán, se le reconoce a la mujer el derecho a votar y ser votada en los procesos municipales. Pero en 1953, el presidente Adolfo Ruiz Cortines expide la reforma a los artículos 34 y 115, fracción I constitucionales, en la que se otorga plenitud de los derechos ciudadanos a la mujer mexicana, se materializó en con la publicación en el Diario Oficial de la Federación la reforma constitucional que proclama la ciudadanía plena de las mujeres en México. 
Aurora Jiménez Quevedo fue la primera en ser elegida como Diputada Federal de Baja California, asumió el cargo después de que se reconoció el voto para las mujeres en el país en 1955 y entre 1964 a 1970 María Lavalle Urbina fue la primera Senadora de Campeche.  
En 1977, el gobierno federal expidió la Ley de Organizaciones Políticas y Procesos Electorales (LOPPE)  cuya principal aportación fue permitir el ingreso a la vida institucional de fuerzas políticas "no incluidas" y propiciar su representación en los órganos legislativos. La LOPPE modificó la integración de la Comisión Federal Electoral y permitió la participación de los partidos políticos registrados en igualdad de condiciones.
La Comisión quedó conformada por el Secretario de Gobernación, un representante de cada una de las cámaras legislativas, un representante de cada partido político con registro y un notario público pero no garantizaba criterios de participación para las mujeres.
En 1979 Griselda Álvarez fue la primera mujer gobernadora encabezando el Estado de Colima.  Rosario Ibarra de Piedra fue la primera mujer candidata a la Presidencia de la República en 1982 y 1988 por el ahora ya extinto Partido Revolucionario de los Trabajadores, en 1988 por el triunfo de Carlos Salinas de Gortari, se unió a los reclamos de fraude electoral. 

## La histórica brecha entre el derecho a elegir y el derecho a ser elegidas
En la década de los noventa, las mujeres empezaron movimientos para impulsar cambios en la legislación.
Fue en el año de 1993 a través del Código Federal de Instituciones y Procedimientos Electorales (COFIPE) que se implementó como recomendación las cuotas de participación política para las mujeres, cuando se hace un llamado a los partidos políticos a promover una mayor participación de las mujeres en la vida política del país. 
Para garantizar las candidaturas y la representación femenina en los cargos de elección, en el año de 1996 se instrumentó en México el sistema de cuotas, atendiendo a la plataforma de acción aprobada por la Cuarta Conferencia Mundial sobre la Mujer en Beijing en 1995.  La COFIPE  establece en su artículo 22 transitorio en materia de cuentas donde se buscaba que los partidos políticos nacionales, en sus candidaturas a diputados y senadores, no excedan del 70% para un mismo género. Provocando que las mujeres presentaran una mayor participación política. 
Posterior a esta modificación del COFIPE, se fueron presentando una serie de recursos en los órganos administrativos y jurisdiccionales que dieron paso a que las mujeres siguieran llegando a espacios políticos. Debido a la importancia del voto femenino en los procesos electorales en México, según los datos analizados por la Cámara de Diputados el potencial electoral femenino siendo capaz de superar al masculino, lo que implica que, serán mujeres las que están en posibilidades de votar y ser votadas respecto a los hombres.  
En las elecciones de 2006, Patricia Mercado fue candidata presidencial de la república por el partido Alternativa Socialdemócrata y Campesina. 
Se buscaba erradicar la brecha de género esperando que en 2008 se tuviera una cuota del 40%, pero se visibilizó en 2012 el porcentaje de mujeres en el Senado era de 33.5% y en la Cámara de Diputados de 36.8%. Ante el reconocimiento de qué mayores oportunidades de postulación para las mujeres no garantizaban como resultado la igualdad de género en la representación, diversos sectores de mujeres y colectivos feministas impulsaron y lograron que el principio de paridad de género en la postulación a puestos de elección popular para integrar el Poder Legislativo fuera incluido en la Constitución mexicana, y que este comenzara a aplicarse en la elección federal para integrar la LXIII Legislatura de la Cámara de Diputados en 2015.
Por primera vez en el 2018 se muestra la paridad de género en el Congreso, conformando la Cámara de Diputados por 50.8% de hombres y 49.2% de mujeres, mientras que el Senado de la República por 51% de mujeres y 49% de hombres.
Claudia Sheinbaum Pardo fue la primera mujer electa para la Jefatura de Gobierno en 2018 por Morena, pero Rosario Robles ocupó el cargo de Jefa de Gobierno de manera sustituta en 1999. En este proceso electoral y por segunda ocasión, el PAN nombra a una mujer como su candidata a la presidencia Margarita Zavala quien se retira de la contienda a mes y medio de llevarse a cabo la elección. 
La Reforma Constitucional del 2019 es la que trajo la paridad que tanto se buscaba en la toma de decisiones siendo 50% mujeres y 50% hombres. 
Uno de los resultados que han dado estos avances, fue que en 2023 Norma Lucía Piña Hernández  es la primera mujer electa como presidenta de la Suprema Corte de Justicia de la Nación y del Consejo de la Judicatura Federal. De esta manera se convierte en la primera mujer en presidir el máximo tribunal de México, afirmó que trabajará para crear una sociedad más igualitaria y más justa para las mujeres.
Este mismo año Delfina Gómez obtiene el mayor porcentaje de votación en el Estado de México, alcanzando por primera ocasión la gubernatura para una mujer en este estado que tiene el mayor porcentaje de electores, teniendo un porcentaje de votación entre 52.1% y 54.2%. En tanto que la aspirante de la alianza “Va por México”, Alejandra del Moral, se mostraba entre un 43% y un 45.2%. El Programa de Resultados Electorales Preliminares (PREP), arrojó una diferencia de 100 mil votos a favor de Delfina Gómez. 
Contando este triunfo, en 2023 son 10 mujeres las que gobiernan en igual número de estados, la cifra más alta en la historia de México. 
El 2 de junio de 2024, Claudia Sheinbaum Pardo se convierte en la primera mujer presidente de México, ganando con un contundente 59,7% de los votos, formando parte de Morena. Mostrándose por primera vez en 200 años de la República, teniendo a una mujer en el mandato del país.

## El aporte de las mujeres a la democracia en México
El surgimiento de las mujeres mexicanas como entes políticos ha impulsado el desarrollo del país. Ayudando, a ponerle atención a las demandas y objetivos que buscan las mujeres al ejercer su participación política, al hacerlo han atraído la atención nacional e internacional. Facilitando el reconocimiento de las mujeres y sus habilidades de organización dentro de movimientos como el agrario, el sindical y el indígena, han comenzado a hacer ecos de sus demandas.  
La participación política de las mujeres en los distintos ámbitos de la vida pública, en los ámbitos municipal, estatal y federal, se da a partir de las acciones afirmativas para asegurar su participación política y acceso en igualdad de circunstancias a cargos públicos de designación o representación. 
La agenda feminista ha trabajado en dos vertientes, por un lado, las luchas por las transformaciones generales de la sociedad, y por otro, las luchas con las demandas propias de las mujeres.
La participación política de las mujeres no está solamente en los cargos públicos, también está al frente de las organizaciones, grupos, ONG, asociaciones, etc. 
El liderazgo y la organización puede surgir en la lucha por una causa ideológica o al perseguir un bien común, esto de manera muy frecuente en el tema de los derechos humanos. La gran mayoría de las activistas en los movimientos populares tienen demandas concretas de bienes y servicios alrededor de las cuales se organizan.  

## La lucha sigue
El acceso a las mujeres a los puestos de representación popular en México, no se ha traducido en una mayor influencia en las decisiones públicas.
Está claro que los avances de las mujeres corresponden al arduo trabajo de las mujeres feministas que, desde el interior de los partidos políticos y desde la sociedad civil, siguen resistiéndose a ser relegadas en posiciones secundarias.
Existen vacíos y lagunas dentro del andamiaje político y hay muchas mujeres que aseguran que la participación sigue supeditada a los dirigentes varones, en la actualidad aún es difícil el acceso de las mujeres a los órganos de Gobierno. 
Muchas mujeres que han pugnado por estos avances, no son las que llegan a las postulaciones y posteriormente a los puestos de poder, las mujeres que forman parte de la vida interna de los partidos, se enfrentan a obstáculos que hacen necesaria la instrumentación de políticas públicas ante la discriminación que sufren al interior de los partidos.
Es por eso que debemos precisar que mayor paridad de género, no necesariamente significa que las mujeres que llegan a esas posiciones de poder se comprometan a impulsar una agenda a favor de las mujeres. 
Las mujeres mexicanas han luchado y siguen luchando para que su introducción y participación en la actividad política sea reconocida y respetada, así como para conceptualizar y adecuar la política a sus intereses y necesidades de género. 